# 12220 Semenchur
12220 Semenchur eller 1982 UD6 är en asteroid i huvudbältet som upptäcktes den 20 oktober 1982 av den rysk-sovjetiska astronomen Ljudmila Karatjkina vid Krims astrofysiska observatorium på Krim. Den är uppkallad efter Semen Ivanovich Churyumov.
Asteroiden har en diameter på ungefär 3 kilometer.